# تاهالا (إيريغ نتاهلة)
تاهالا هي إحدى مشيخات المملكة المغربية، تتبع جغرافيا لإقليم تيزنيت وإداريًا لإيريغ نتاهلة. يقدر عدد سكانها بـ 1365 نسمة حسب الإحصاء الرسمي للسكان والسكنى لسنة 2004.